# Carl Sagapolutele Floor
Carl J. Sagapolutele Floor Sr. (* 28. Dezember 1961 in Marlboro) ist ein amerikanisch-samoanischer Beachhandballtrainer und Sportfunktionär.
Carl Floor wuchs im US-Bundesstaat New York auf uns schloss 1978 die Marlboro Central High School ab. Floor stammt aus einer überaus sportlichen Familie, die schon einige erfolgreiche und Profisportler hervorgebracht hat. Sein Sohn C.J. Floor war ein erfolgreicher Ringer und hatte sich für die Olympischen Sommerspiele 2012 in London qualifiziert, wurde dann aber wegen Streitigkeiten mit dem amerikanisch-samoanischen Verband nicht nominiert. Die Zwillingstöchter Danielle und Stephanie Floor betätigen sich ebenfalls als Ringerinnen, feierten bislang aber noch größere Erfolge als Beachhandballspielerinnen.
Floor war Ringertrainer an der Samoana High School in Utulei. Hier trainierte er unter anderem seinen Sohn und brachte ihn fast bis zu den Olympischen Spielen. Nachdem es zu Spannungen mit dem nationalen Verband gekommen war, wurde er aus der Position entlassen und sein Sohn nicht zu den Olympischen Spielen nominiert. Nun wandte Floor sich neuen Zielen zu. Er begann mit dem Aufbau der American Samoa Handball Association, die sich zunächst dem Beachhandball widmete. Floor wurde sowohl Präsident des Verbandes, als auch der Trainer aller Auswahlmannschaften, die er aus dem Nichts aufbaute. Seit Oktober 2014 war er zudem zunächst als Schatzmeister, seit Juli 2019 als Vizepräsident in das Präsidium des Ozeanischen Handballverbandes gewählt worden. Zudem ist er Präsident des The CaBoom Athletic Club.
Schnell stellten sich erste Erfolge ein. Bei den Ozeanischen U-17-Meisterschaften 2017 gewann das Mädchenteam gegen die weit höher gewerteten Australierinnen den Titel. Damit verbunden war die Qualifikation zu den Beachhandball-Juniorenweltmeisterschaften 2017 im selben Jahr in Flic en Flac auf Mauritius. Es war zugleich das Qualifikationsturnier für die Olympischen Jugendspiele 2018. Amerikanisch-Samoa konnte in der Vorrunde erneut Australien schlagen und damit zum einen in die Hauptrunde einziehen, zum anderen für die Olympischen Jugendspiele qualifizieren. In der Hauptrunde verlor man alle fünf Spiele, gewann dann aber wieder beide Spiele gegen Australien und Gastgeber bei den Spielen um die Plätze 12 bis 14 und schloss das Turnier als 12. Mannschaft ab. Bei den Jugendspielen in Buenos Aires steigerte sich das Team im Verlauf des Turniers, konnte aber erst im letzten Spiel, dem Platzierungsspiel um die Ränge elf und 12 erneut Mauritius schlagen und Elfte werden. Alle drei Wettbewerbe wurden zum jeweils ersten Mal ausgetragen.
Die A-Nationalmannschaft nahm erstmals 2018 an den Beachhandball-Ozeanienmeisterschaften teil. Wie auch im Jahr darauf fanden sie in Glenelg im Großraum Adelaide in Australien statt. 2018 trat nur eine Frauenmannschaft an, die hinter Australien den zweiten Rang belegte, aber Neuseeland hinter sich lassen konnte. Ein Jahr später traten schon fünf Mannschaften an, erneut musste sich Amerikanisch-Samoa nur Australien geschlagen geben. Auch im Rahmen der parallel ausgetragenen offenen australischen Meisterschaften für Vereinsteams wurde die Mannschaft Zweite. Zudem wurde erstmals ein Männerteam formiert, das bei seinem ersten internationalen Einsatz den vierten Rang bei fünf Teams erreichte.
Floor engagiert sich auch darüber hinaus, so etwa als Vizepräsident der American Samoan Weightlifting Federation.

## Einzelbelege
1. ↑  AMERICAN SAMOA’S CJ FLOOR QUALIFIES FOR SUMMER OLYMPICS IN LONDON (englisch)
2. ↑  Floor's Olympic dreams take beating (englisch)
3. ↑  Olympic wrestling hopeful filing suit; ASWA stands firm (englisch)
4. ↑  American Samoa calls all handball players (englisch)
5. ↑  Amerikanisch-Samoa auf der Website des Handball-Weltverbandes (englisch)
6. ↑  Ricardo Blas elected as President of the Oceania Continent Handball Federation (englisch)
7. ↑  Beach Handball - Oceania Qualifiers & Aust Champs 2019
8. ↑  American Samoan Weightlifting Federation Elections

| Personendaten    | Personendaten                                               |
| ---------------- | ----------------------------------------------------------- |
| NAME             | Floor, Carl Sagapolutele                                    |
| ALTERNATIVNAMEN  | Floor Sr., Carl J. Sagapolutele                             |
| KURZBESCHREIBUNG | amerikanischer Handball- und Ringertrainer sowie Funktionär |
| GEBURTSDATUM     | 28. Dezember 1961                                           |
| GEBURTSORT       | Marlboro                                                    |